# Barrio árabe de Ágreda

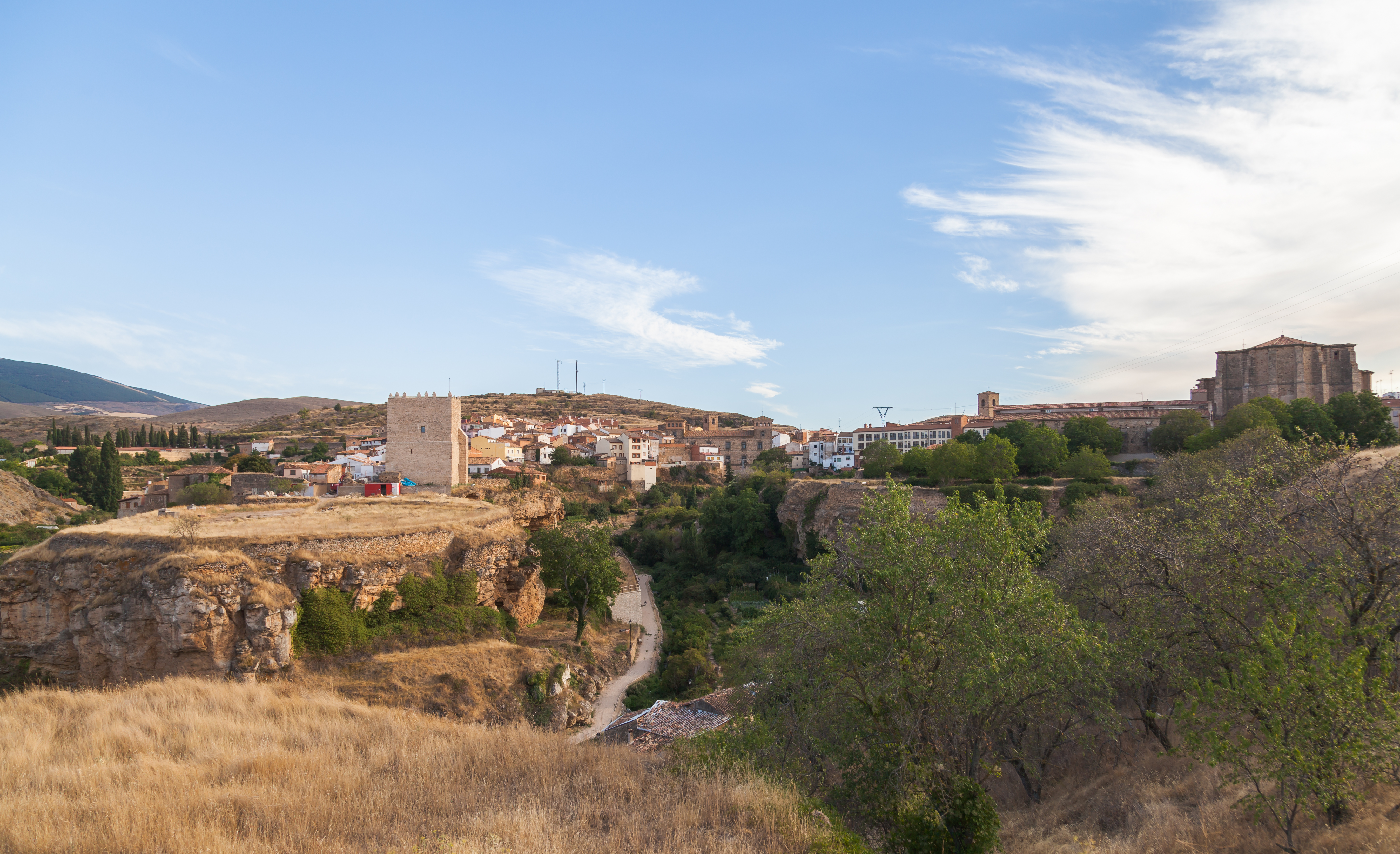
Panorámica del barrio moro.

Se conoce como Barrio Árabe de Ágreda  o popularmente Barrio Moro de Ágreda a lo que antes era el barrio de la villa soriana de Ágreda, en Castilla y León, España, donde se concentraba la población morisca de la villa.

## Monumentos
A continuación se listan algunos de los monumentos que se encuentran en lo que era el barrio moro de Ágreda:
- Puerta de Felipe II, por la que se accede al barrio árabe;
- Muralla Árabe de Ágreda, actualmente sede del centro de interpretación de la villa;
- Arco Califal, uno de los accesos a través de la muralla;
- Torreón de la Muela;
- Ermita de la Virgen de los Desamparados;
- Puerta Árabe del Agua, situada junto a la Ermita de la Virgen de los Desamparados;
- Mirador de las Huertas Árabes, junto al arco califal;
- Fuente Árabe;

El Palacio de los Castejones, edificio del siglo XVII y su  jardín renacentista colindan con el barrio moro en su entrada.

## Fiestas
Las fiestas en honor a la Virgen de los Desmaparados se celebran en el barrio moro a comienzos de marzo con la hoguera en la plazoleta del Barrio Moro, amenenizada por la Corporación Municipal de Música.

## Galería de imágenes

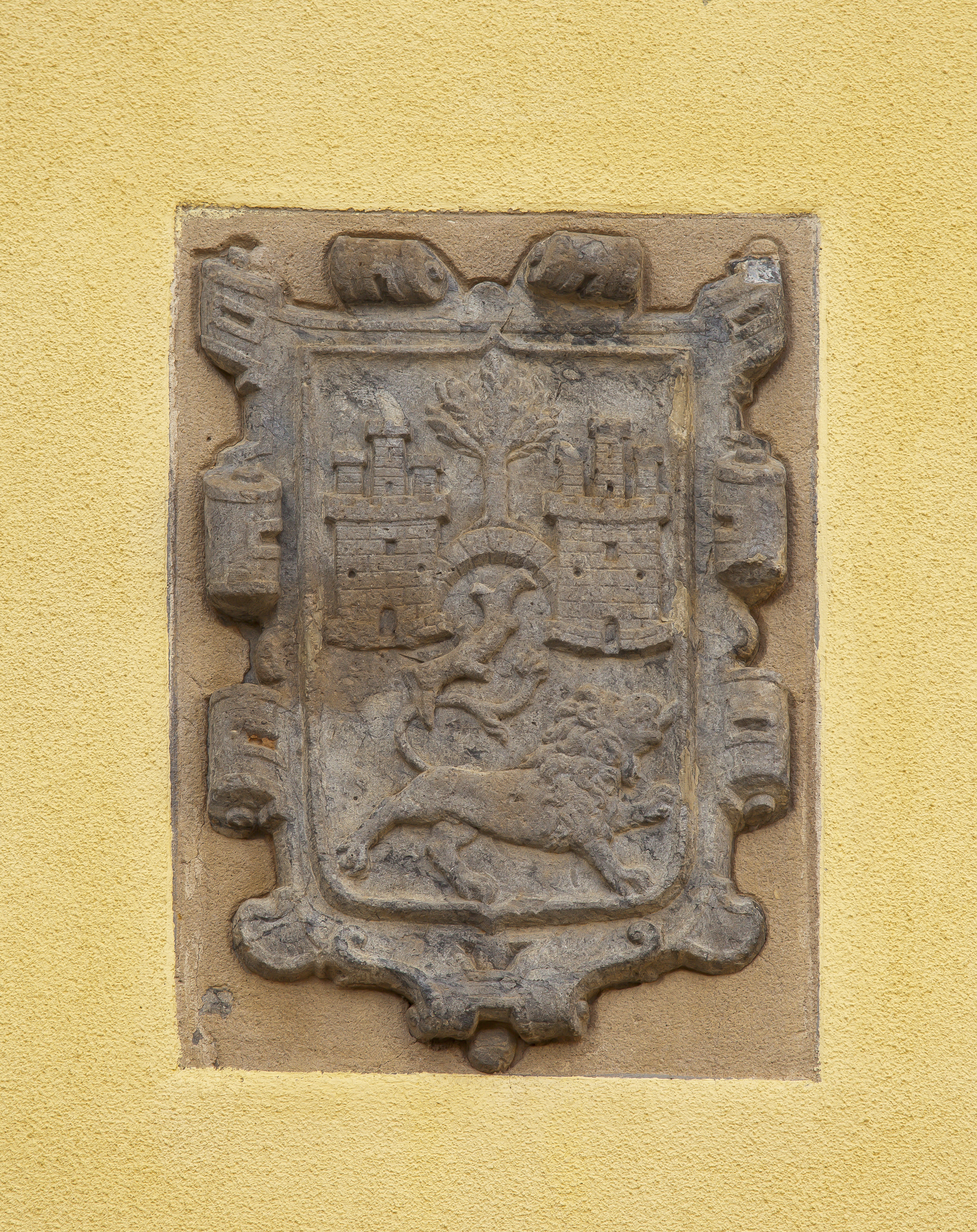
Escudo sobre la puerta de entrada al barrio moro.
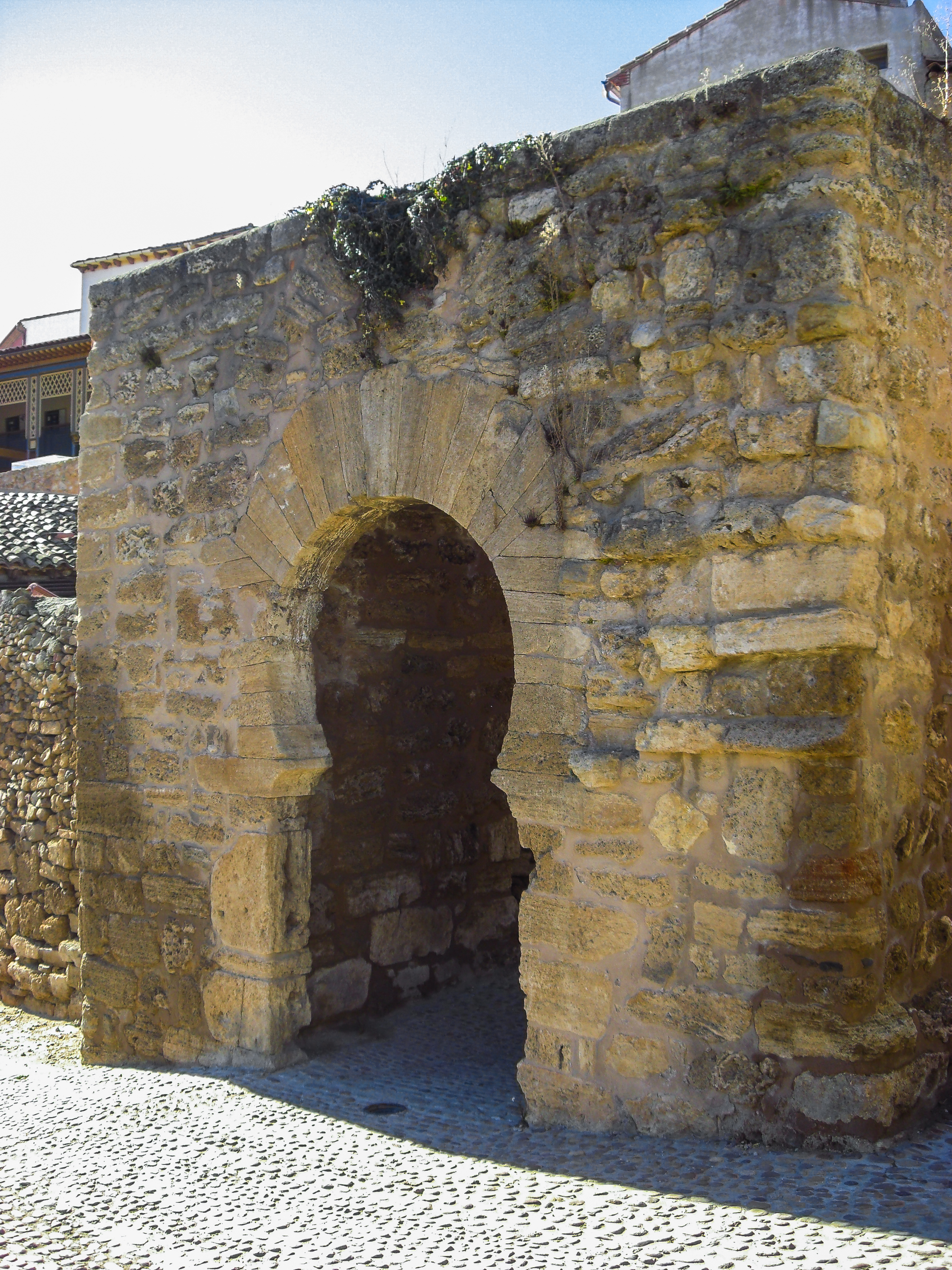
Imagen del arco califal, situado en el barrio moro de Ágreda.
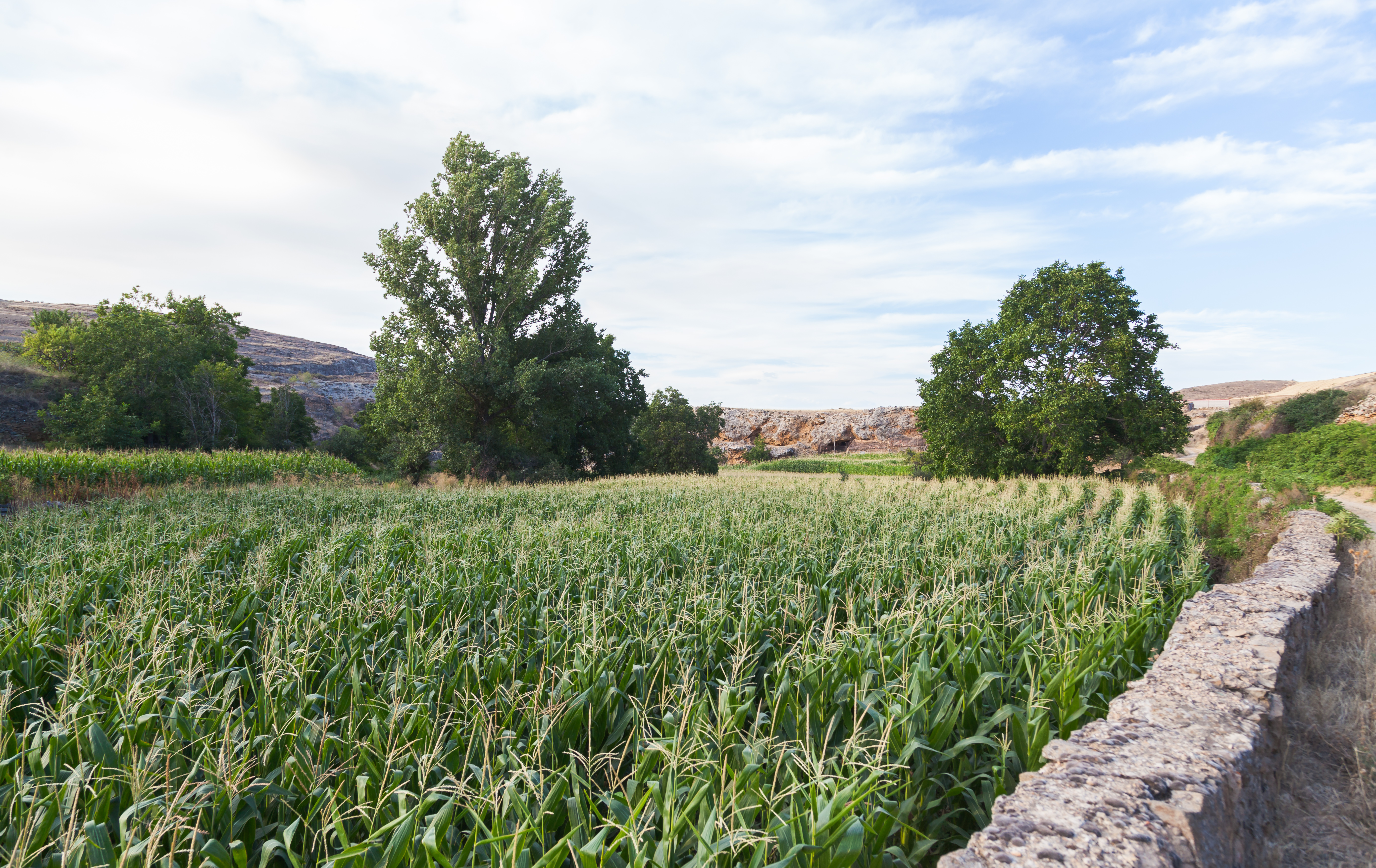
Huertas del barrio moro.
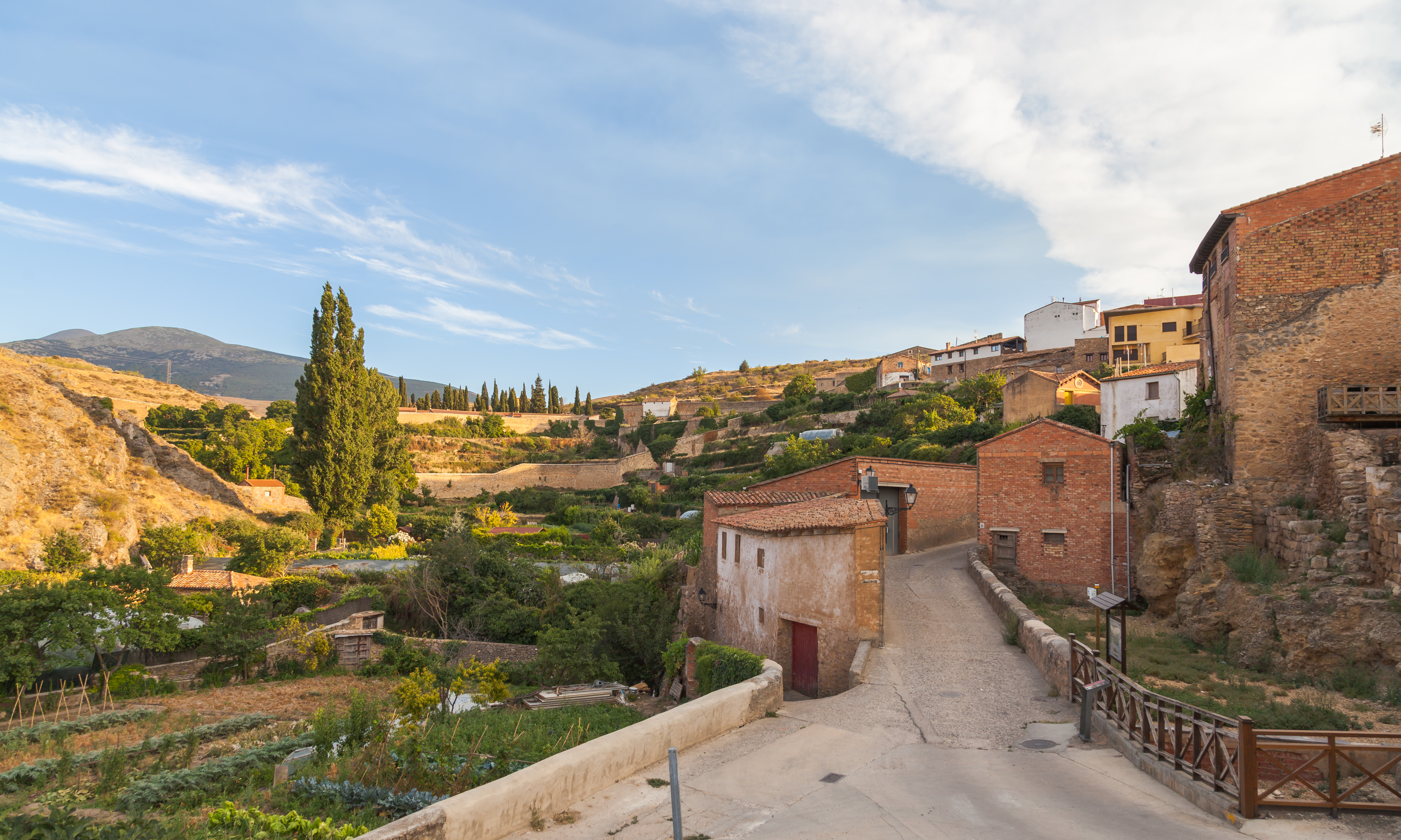
Vista del barrio moro desde el mirador del Moncayo.
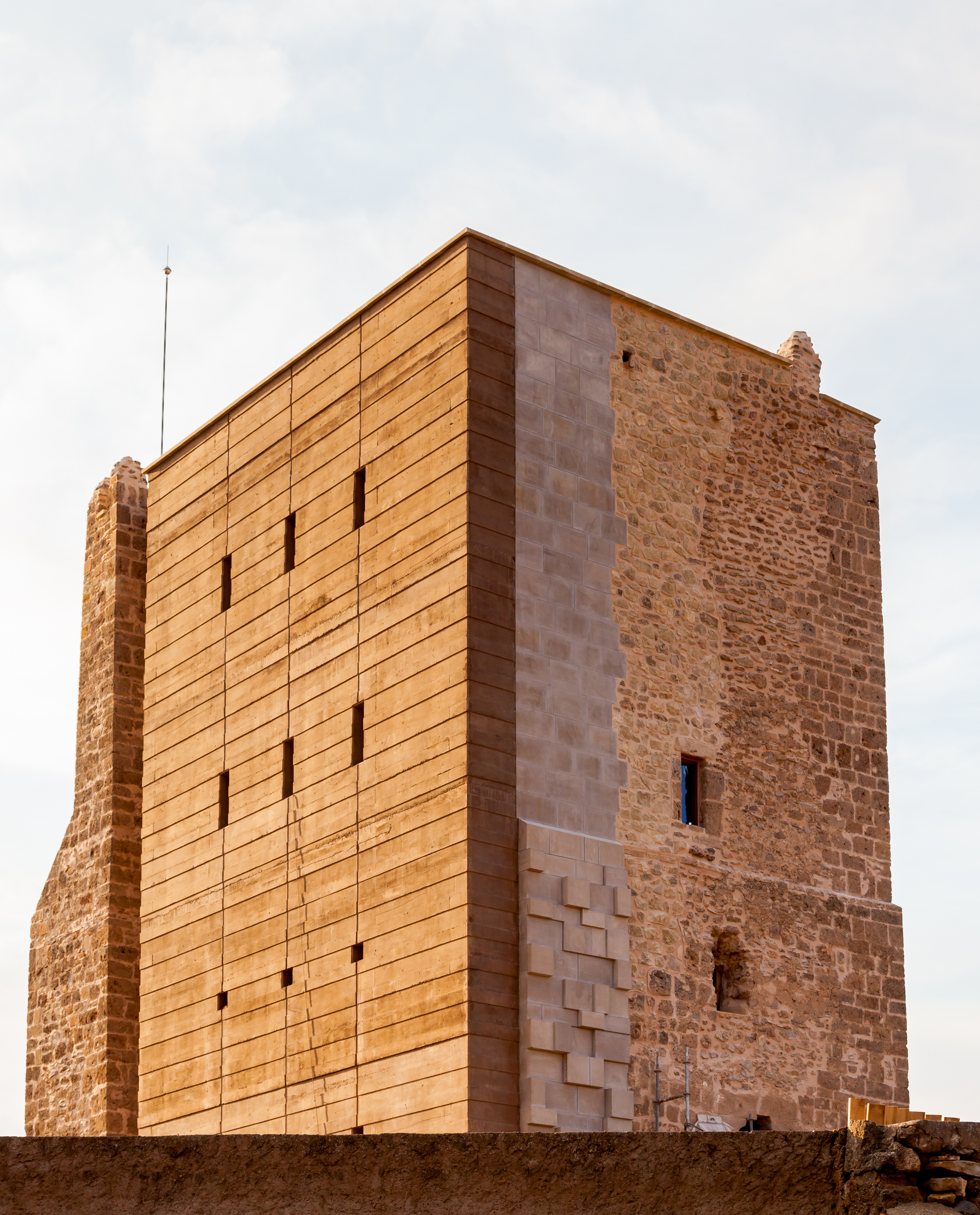
Torreón de la Muela.

- Datos: Q6394006